# Johann Heinrich Hesse
Johann Heinrich Hesse (* um 1712; begraben 29. Juni 1778 in Eutin) war ein deutscher Komponist und Kantor.

## Leben
Über Hesses Herkunft ist nichts bekannt. Er wurde 1733 Nachfolger von Augustin Schetelig Stadtkantor und Musikdirektor in Eutin. Auch hatte er das Amt des Hoforganisten und Kantors zu versehen. Es kann sein, dass Hesse unter Adolph Friedrich auch die Hofkapelle des Hochstifts Lübeck geleitet hat, für die weder ein eigener Kapellmeister noch ein Konzertmeister bezeugt ist.

## Werke
- Lieder zum Unschuldigen Vergnuegen, in die Musik gesetzt, 1757
- Geistliche Oden und Lieder mit Melodien, 1766
- Kurze, doch hinlängliche Anweisung zum General-Basse, 1776